# سيئولو
سيئولو، (بالإنجليزية: Seulo)‏، هي بلدية، في مقاطعة جنوب سردينيا، في منطقة سردينيا الإيطالية، وتقع على بعد حوالي 70 كيلومترا (43 ميل) إلى الشمال من كالياري. اعتبارا من 31 ديسمبر 2004 ، كان عدد سكانها 970 وتبلغ مساحتها 58.8 كيلومتر مربع (22.7 ميل مربع).

## السكان
في سنة 1861 بلغ عدد السكان 714 نسمة، وتطور العدد ليصل في سنة 2011 لـ 897 نسمة.
يظهر هذا المخطط البياني تطور النمو السكاني لـ سيئولو